# CentOS
CentOS je kratica od The Community ENTerprise Operating System.
CentOS je napredna Linux distribucija iza koje stoji mala, ali kvalitetna zajednica korisnika. Ova distribucija predstavlja izlaz iz situacije u kojoj sve veći broj vendora prelazi na komercijalnu podršku i update.
Ova distribucija predstavlja klon komercijalnog RedHat Enterprise Linuxa.
Mnogi korisnici RedHat 9.0 i Fedora Core 4 koji su ove distribucije koristili kao poslužiteljske operacijske sustave prelaze na CentOS kao stabilnu i potpuno otvorenu Linux distribuciju.

## Arhitekture
CentOS podržava (skoro) sve računalne arhitekture (platforme) kao i Red Hat Enterprise Linux.
- Intel x86 (32 bit).
- Intel Itanium (64 bit).
- Advanced Micro Devices AMD64 i Intel EM64T (64 bit).
- PowerPC/32 (Apple Macintosh PowerMac s G3 ili G4 PowerPC procesorom).
- IBM Mainframe (eServer zSeries i S/390).
- Alpha (DEC Alpha procesor)
- SPARC

## Vanjske poveznice
- CentOS web stranica
- CentOS instalacija - video  Arhivirana inačica izvorne stranice od 19. lipnja 2006. (Wayback Machine)